# Ternówka (rejon berszadzki)
Ternówka (ukr. Тернівка, pol. hist. Tarnówka) – wieś na Ukrainie w rejonie berszadzkim obwodu winnickiego.

## Historia
Dawne miasteczko Ternówka należało do Moszyńskich, potem drogą wiana przeszło do Szembeków, od których nabył je grek Pahaki Techaridi.
Pod rozbiorami siedziba gminy Ternówka w powiecie hajsyńskim guberni podolskiej.
Kościół rzymskokatolicki pw. św. Fryderyka zbudowany przez Moszyńskich w 1830 dla parafii obejmującej miasteczka Chaszczowata i Teplik oraz wsie: 

- Antonów[2], fol.
- Berestiahy,
- Berezówka[3]
- Chmarówka[4],
- Czarna Grobla[5]
- Czerniatka[6],
- Diakówka[7],
- Dżulinki[8],
- Hajworon,
- Kamionka[9],
- Krasnosiółka,
- Łozowata[10],
- Miahkochody[11],
- Mohylna[12],
- Moszenna[13],
- Myszarówka,
- Oknina[14],
- Okninka[15] folw.,
- Perejampol[16],
- Połoh[17],
- Pszczelna[18]
- Rakówka[19],
- Roskoszówka,
- Rososzki,
- Salkowa[20]
- Serebryja[21],
- Seredynka[22][23],
- Siekierzany[24],
- Stawki[25],
- Strażgród[26],
- Struńków,
- Szlakowa[27],
- Taszlik Niższy[28]
- Taszlik Wyższy[29]
- Taszlik Struńkowski[30]
- Temna[31]
- Teofilówka[32]
- Ulanówka[33]
- Załuże[34]
- Zawadówka
- Zawale[35]

W roku 1892 w Ternówce urzędował zarząd okr. policyjnego dla gmin: Chaszczewata, Miahkochód, Sobolówka i Ternówka.
W grobach rodzinnych przy kościele pochowano m.in. Henryka Lipkowskiego (1801–1871) z Krasnosiółki, powstańca listopadowego, trzykrotnego podolskiego marszałka gubernialnego szlachty.
W latach 1904–1905 proboszczem miejscowej parafii był Kazimierz Nosalewski.
Podczas okupacji hitlerowskiej, w lipcu 1941 roku Niemcy utworzyli getto dla żydowskich mieszkańców. Przebywało w nim około 3500 osób. 2 kwietnia 1943 roku Niemcy zlikwidowali getto, a Żydów zamordowali a część wywieźli do obozów pracy. 